# Humpy Koneru
Humpy Koneru, född 31 mars 1987 i Vijayawada i delstaten Andhra Pradesh, Indien är en indisk schackspelare och stormästare (GM). I oktober 2007 blev hon den andra kvinnliga spelaren, efter Judit Polgár, att nå ett ratingtal på över 2600 poäng. Hon nådde då 2606 poäng.
2002 blev Koneru det yngsta kvinnan någonsin att nå stormästartiteln, vid en ålder av 15 år, 1 månad och 27 dagar. Hon slog då ungerskan Judit Polgárs tidigare rekord med tre månader. Rekordet stod sig till 2008, när det överträffades av den kinesiska schackspelaren Hou Yifan.

## Schackkarriär
Koneru har vunnit tre guldmedaljer i världsmästerskap för barn och ungdomar. Först vann hon i klassen under 10 år, 1997. 1998 vann hon i klassen under 12 år och 2000 i klassen under 14 år.
2001 vann Koneru damklassen av Världsmästerskapet för juniorer. Året efter hamnade hon på delad förstaplats tillsammans med Zhao Xue, men blev tvåa efter tie break.
I Världsmästerskapet för juniorer 2004 tävlade hon med pojkarna. Mästerskapstiteln vanns av den indiske spelaren Pentala Harikrishna och Koneru blev delad 5:a med 8,5/13 matchpoäng.
Koneru vann Brittiska schackmästerskapet för damer 2000 och 2002. 2003 vann hon Asiatiska mästerskapet för damer och Indiska mästerskapet för damer.
Koneru deltog för första gången I Världsmästerskapet i schack för damer 2004 och har därefter deltagit i alla upplagorna med knock out-format. Koneru har nått fram till semifinal 2004, 2008 och 2010.
I Schackolympiaden 2004 spelade hon på bord 1 med vinstprocenten 60,7, fördelat på 6 vinster, 5 remier och 3 förluster. Det indiska laget slutade på nionde plats. I Schackolympiaden 2006 spelade hon också på det första bordet och nådde 66,7 i vinstprocent, fördelat på 6 vinster, 4 remier och 2 förluster. Det indiska laget slutade på tolfte plats.
2009 anklagade Koneru den indiska schackfederationen för att ha försvårat hennes deltagande i Schackolympiaden i Turin 2006. Det gällde att hennes far, tillika schacktränare, inte tilläts resa med vid turneringen. Kontroversen har inte lösts.
Koneru deltog i FIDE:s Grand Prix för damer 2009–2011 och blev totaltvåa, vilket kvalificerade henne som utmanare i Världsmästerskapet för damer 2011. Titelförsvarande Hou Yifan vann matchen övertygande utan att behöva spela alla tio klassiska partierna, med poängen 2½-5½.
Koneru har deltagit också i Grand Prix 2011-2012, 2013-2014 och 2015-2016, men utan att nå finalspel mot titelinnehavaren.

## Personligt
Konerus förnamn var ursprungligen “Hampi”, ett namn som anspelar på “mästare”. Hennes far ändrade stavningen till Hampy för att göra det mer rysk-klingande.
I augusti 2014 gifte sig Koneru med Dasari Anvesh.